# Gants Hill (stanice metra v Londýně)
Gants Hill je stanice metra v Londýně, otevřená 14. prosince 1947. Nevybrané názvy stanice zněly Illford North a Cranbrook. Stanici navrhl anglický architekt Charles Holden a je podobná stanicím moskevského metra, protože Charles zrovna plánoval stanice metra i pro Moskvu. Typ nástupiště je vnější. Autobusové spojení zajišťují okolní autobusové stanice: Gants Hill, Clarence Avenue Gants Hill Roundabout, Gants Hill Stn Woodford Ave, Gants Hill St Cranbrook Rd a Parham Drive. Stanice se nachází v přepravní zóně 4 a leží na lince:
- Central Line mezi stanicemi Redbridge a Newbury Park.

| Rok  | Počet cestujících |
| ---- | ----------------- |
| 2011 | 5,48 mil.         |
| 2012 | 5,59 mil.         |
| 2013 | 5,99 mil.         |
| 2014 | 6,56 mil.         |